# 太上皇
太上皇，簡稱太皇或上皇，是东亚国家於實行君主制時期，一種給予退位皇帝或當朝皇帝在世父親的頭銜，通常給予的對象是在世但已内禅的皇帝，且退位皇帝和現任皇帝係同一政權的元首。「太上皇」的頭銜大致對應女性的「皇太后」；而太上皇的前任君主若還在世，就可能加封為極其罕見的「無上皇」。「無上皇」大致可以對應女性的「太皇太后」。

## 東亞各國

### 中國

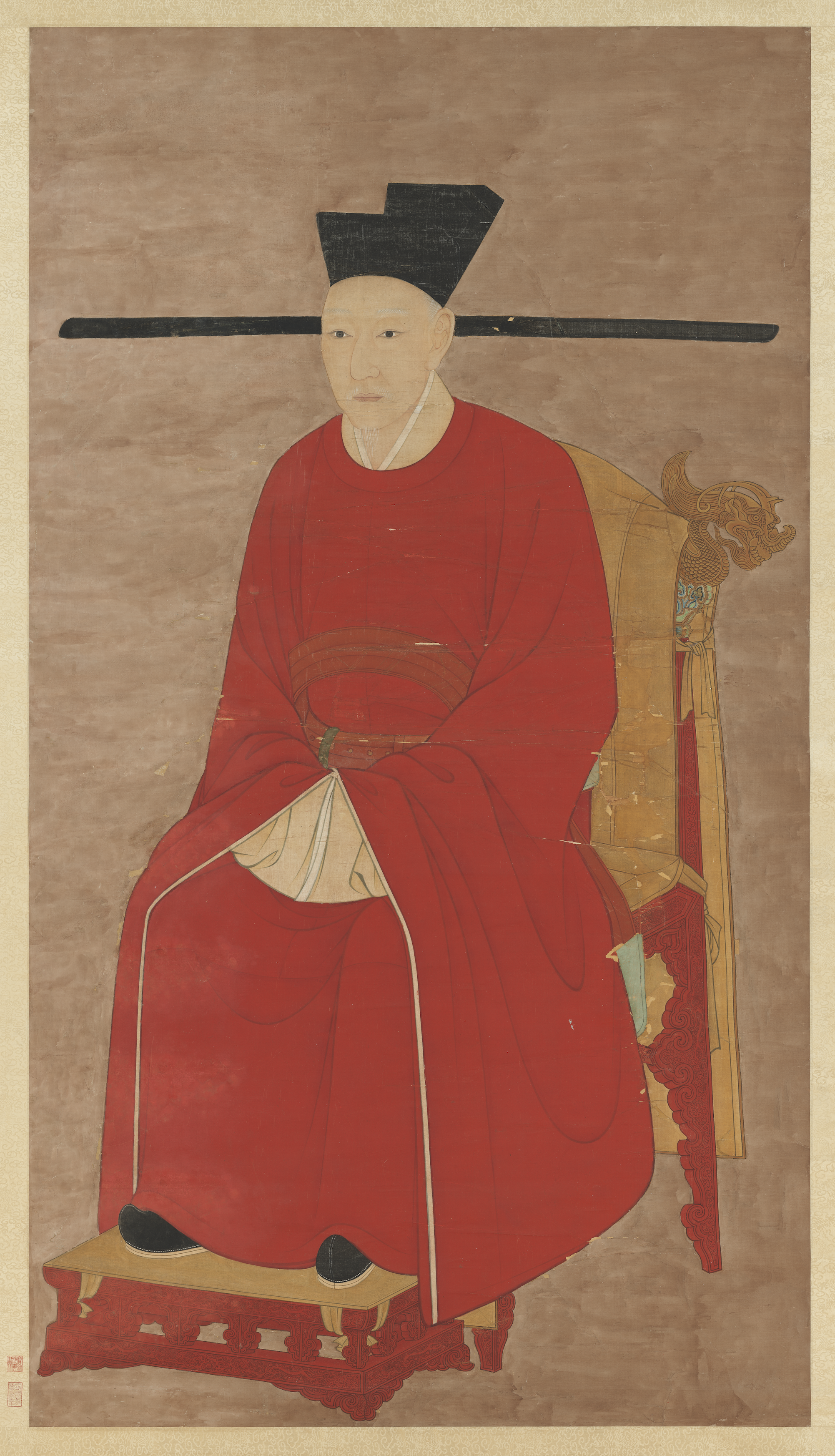
中國在位时间最長的太上皇宋高宗

中国历史上首位在生時禅位给儿子的君主是戰國時代之赵武灵王，他傳位給兒子趙何後自稱「主父」但仍主持軍政要務，其地位就有如後來的太上皇。之前的君主也有生前因病禅位的，如春秋时期的晋景公病重之际立太子寿曼为君，即后来的晉厲公。
而中國史上第一位正式受尊号的太上皇是秦始皇的父親——秦莊襄王，不過秦莊襄王未曾稱帝，生前也並未稱太上皇，其太上皇之號是秦始皇稱帝後追尊的，自此之後就除唐玄宗隔多代追尊老子之父李敬為“先天太上皇”外（李唐皇室宣称自家为老子李耳之后），再也無死後追尊為太上皇之例。安史之乱时大燕皇帝安禄山被子安庆绪所弑，安庆绪謊称安禄山禅位给自己，尊安禄山为太上皇，因为秘不发丧，不属于追尊。
第一位在生前尊為太上皇的是漢高祖刘邦之父劉太公，他也是中國歷史上唯一未曾為帝王卻獲尊為太上皇的人（五代十国时期称帝的卓儼明也尊其父为太上皇，但其政权未得到广泛承认）。清朝及中國的最後一任太上皇是清高宗，在位4年9個月，加上他身為大清皇帝的任期，總共在位64年。在這4年內，高宗依然手握大權，而繼位的仁宗（嘉慶帝）只能處理一些小事。直到嘉慶4年乾隆帝以89歲高齡駕崩，仁宗才完成實質意義上的親政。
除了部分被以武力逐離帝位的皇帝以外，一般情況下，內禪皇帝大都能得到「太上皇」的稱號。也有不少人虽在生前是皇帝的父亲，也因与皇帝关系不睦（如五代十国时期燕国皇帝劉守光父劉仁恭）、皇帝已出继大宗（如曹奂生父曹宇、周世宗生父柴守礼、宋孝宗生父趙子偁、宋度宗生父赵与芮、清朝光绪帝生父奕譞、宣统帝生父载沣）等原因未獲尊为太上皇。
在中國歷史上，不少內禪看似以和平方式進行，實際上皇帝卻是迫於形勢而非自願退位的，如唐高祖 、武則天、唐睿宗、唐玄宗、唐顺宗、唐昭宗、宋光宗、明英宗等；只有少部分的太上皇雖已內禪，但手中仍擁有不少實權，如北周宣帝、宋高宗、宋孝宗、清高宗、北魏献文帝。北魏献文帝退位后，在大臣建议下，以自己并未放弃政事，或新皇帝年少为由，定尊号为「太上皇帝」，而非「太上皇」，繼續執政。
中國史上最多太上皇的朝代是唐朝，共出现唐高祖、唐睿宗、武則天、唐玄宗、唐顺宗、唐昭宗等六位太上皇。但是唐朝的太上皇們都是因為戰亂或政變才會被迫退位（唐高祖因玄武門之變讓位給唐太宗、唐睿宗第一次因敵不過母親武則天而放棄皇位，第二次因胞妹太平公主讒言而退位、武則天晚年因神龍政變而把皇位禪讓給兒子唐中宗、唐玄宗因安史之亂逃出皇城長安，被遙尊為太上皇、唐順宗中風退位、唐昭宗的太子李𥙿被迫繼位，封昭宗為太上皇），因此基本上都沒有政治權力。
由於太上皇不是中國傳統政治中所固有的制度，因此其出現通常伴隨著重大歷史事件：如西晋八王之乱中的趙王倫脅持姪孫晉惠帝後矯詔繼位為帝，趙王倫尊晉惠帝為太上皇；隋朝末年，军阀李渊夺取京城长安，立隋炀帝孙代王杨侑为帝，遥尊隋炀帝为太上皇，隋炀帝至死都不知道自己成为了太上皇；唐朝安史之亂期間，皇太子李亨在父親唐玄宗出逃之際於靈武即位並遙尊玄宗為太上皇；明朝的明英宗在土木之变被瓦剌所俘，因為明朝于谦等大臣立其弟郕王朱祁鈺為明代宗，而英宗於是成為太上皇。

### 日本

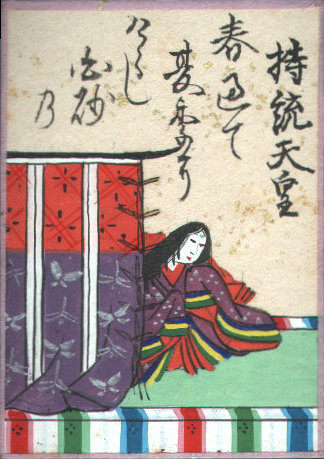
第一位（女）太上天皇持統天皇

日本的國家元首自稱天皇，故太上皇在日本稱為太上天皇，同樣也簡稱為「上皇」（亦稱「院」或「上院」）；出家为僧的上皇则称太上法皇，简称“法皇”。日本歷史上許多太上天皇是以「治天之君」繼續執政。院政是一種臨朝稱制的方式，假意禪讓於儲君，自己退休離開朝廷，實際上擺脫日本政治中攝關公卿或武家政權的控制。在該制度下，政治實權是握於太上天皇而非天皇之手。但現在的天皇僅為虛位元首，無實質權力，故現任的上皇明仁也無法執政。
日本自最早的持統天皇讓位予文武天皇而稱太上天皇起（皇極天皇讓位予其弟孝德天皇，雖然早於持統天皇，但當時皇極天皇並無「太上天皇」的稱號。又後來皇極天皇一度復位稱齊明天皇），至江户时代後期，光格天皇讓位予仁孝天皇為止，共計曾有59位太上天皇。正安三年正月二十八（1301年3月9日）到嘉元二年七月十六（1304年8月17日）其間，共有後深草上皇、龜山上皇、後宇多上皇、伏見上皇、後伏見上皇5位太上天皇並立，是歷史上最多的一次。
1868年明治天皇後行一世一元制，以及現行的《皇室典範》不允許天皇於生前禪位，因而不再有「太上天皇」的稱號。
但隨著天皇明仁於2019年退位，日本200年來再度出現太上天皇。經宮內廳研議，稱其為「上皇」，英文為「His Majesty the Emperor Emeritus」；皇后美智子成為「上皇后」，英文稱呼為「Her Majesty the Empress Emerita」。原第二皇子秋篠宮稱為「皇嗣」，英文的稱謂同皇太子的英文「the Crown Prince」。

### 朝鮮
在朝鮮的歷史上，1897年以前因做為中國的藩屬國，其國家元首只能稱「國王」，並不稱皇帝，因此自然無太上皇，只有太上王的存在。朝鮮王朝時期，某宗室的兒子若登上王位，則該位宗室，會尊為大院君。
1897年大韓帝國成立後，只有一個退位皇帝的例子，即李㷩，1907年，他因受到大日本帝国脅迫退位而改稱太上皇。

### 越南
至於越南的歷史，本來如同朝鮮一般，作為中國的藩屬，理論上不會有太上皇存在，但由於越南政權的君主施行「外王內帝」制度（越南君主受中國冊封為藩王，卻對自己的臣民宣稱為皇帝），因此仍有太上皇存在的可能。李朝的宗室崇賢侯是越南第一个太上皇。
在陳朝，為避免皇位的爭奪，皇帝往往於生前讓位，使得該朝太上皇輩出，只不過國家大事仍由太上皇決定而已，頗似日本的院政制度。而陳朝第一名是太上皇卻是未曾為帝王的陳太祖陳承，這因其子陳太宗在陳朝成立時才8歲，所以陳承「權攝國政為上皇」至1234年去世。後來太宗也於1258年遜位於以抵抗蒙古軍聞名的陳聖宗，成為太上皇，尊號顯堯聖壽太上皇帝。
1278年，聖宗仿照其父，讓位予陳仁宗，並在1282年指揮抵抗元軍入侵，直至1291年駕崩。
自此，陳仁宗、陳英宗、陳明宗、陈艺宗、陳順宗亦曾當太上皇，其中陳明宗是兩朝（陳憲宗、陳裕宗）太上皇，陳藝宗更是三朝（陳睿宗、陳廢帝、陳順宗）太上皇，是東亞國家鮮有的例子。
陳朝後期，外戚胡季犛專權，陳順宗被逼讓位給其子陳少帝去當太上皇的，及後順宗被殺，少帝被廢為保寧大王，陳朝亡。
胡季犛建立胡朝後不久，就傳位給其子胡漢蒼成為太上皇，6年後明朝攻胡朝，胡季犛父子被俘，下落不明。以後21年間越南由明朝直接統治，期间的后陈朝皇帝陈頠在内乱失势后被新拥立的其侄陈季扩尊为太上皇，其他时间沒有皇帝，更沒有太上皇。
後黎朝后期，黎神宗、黎熙宗、黎裕宗、黎懿宗和莫朝的莫登庸亦曾當太上皇。

## 延伸阅读
[在维基数据编辑]
 《欽定古今圖書集成·明倫彙編·宮闈典·太上皇部》，出自陈梦雷《古今圖書集成》